# ケーブルカー (リヨン)
リヨン・ケーブルカー（フランス語: Funiculaire de Lyon）は、フランスのリヨンを中心としたメトロポール・ド・リヨンで運行されている1862年に開業したケーブルカー。現在2路線で構成されており、どちらもメトロの一部として利用可能である。
リヨンは起伏に富んだ地形のため、かつては市内には5本のケーブルカーがあり、現在の1号線・2号線以外にも、市街地とクロワ・ルースの丘陵地帯などを結んでいた。そのうち、クロワ・パケとクロワ・ルースを結ぶ路線については、現在リヨンメトロC線として地下鉄のひとつとなっている。

## 路線案内

### 1号線
1号線（ligne 1）は、現在も運行されているリヨンのケーブルカー2路線のうちの1つで、2番目に建設された路線。リヨンの歴史的中心地であるリヨン旧市街と、リヨン西部のサン・ジュスト地区を結んでいる。
| 駅名                                       | 駅名                               | 接続路線                          |
| ------------------------------------------ | ---------------------------------- | --------------------------------- |
| ヴュー・リヨン＝カテドラル・サン＝ジャン駅 | Vieux Lyon - Cathédrale Saint-Jean | メトロ： D線 ケーブルカー： 2号線 |
| ミニム＝テアトル・ロマン駅                 | Minimes - Théâtres Romains         |                                   |
| サン＝ジュスト駅                           | Saint-Just                         |                                   |

- 全線各駅停車、快速運転はない。すべての所在地はリヨン5区。

### 2号線
2号線（ligne 2）は、現在も運行されているリヨンのケーブルカー2路線のうちの1つで、4番目に建設された路線。リヨン旧市街とフルヴィエールの丘の頂上、フルヴィエールのノートルダム大聖堂を結んでいる。
| 駅名                                       | 駅名                               | 接続路線                          |
| ------------------------------------------ | ---------------------------------- | --------------------------------- |
| ヴュー・リヨン＝カテドラル・サン＝ジャン駅 | Vieux Lyon - Cathédrale Saint-Jean | メトロ： D線 ケーブルカー： 1号線 |
| フルヴィエール駅                           | Fourvière                          |                                   |

- 全線各駅停車、快速運転はない。すべての所在地はリヨン5区。